# Муфельна піч

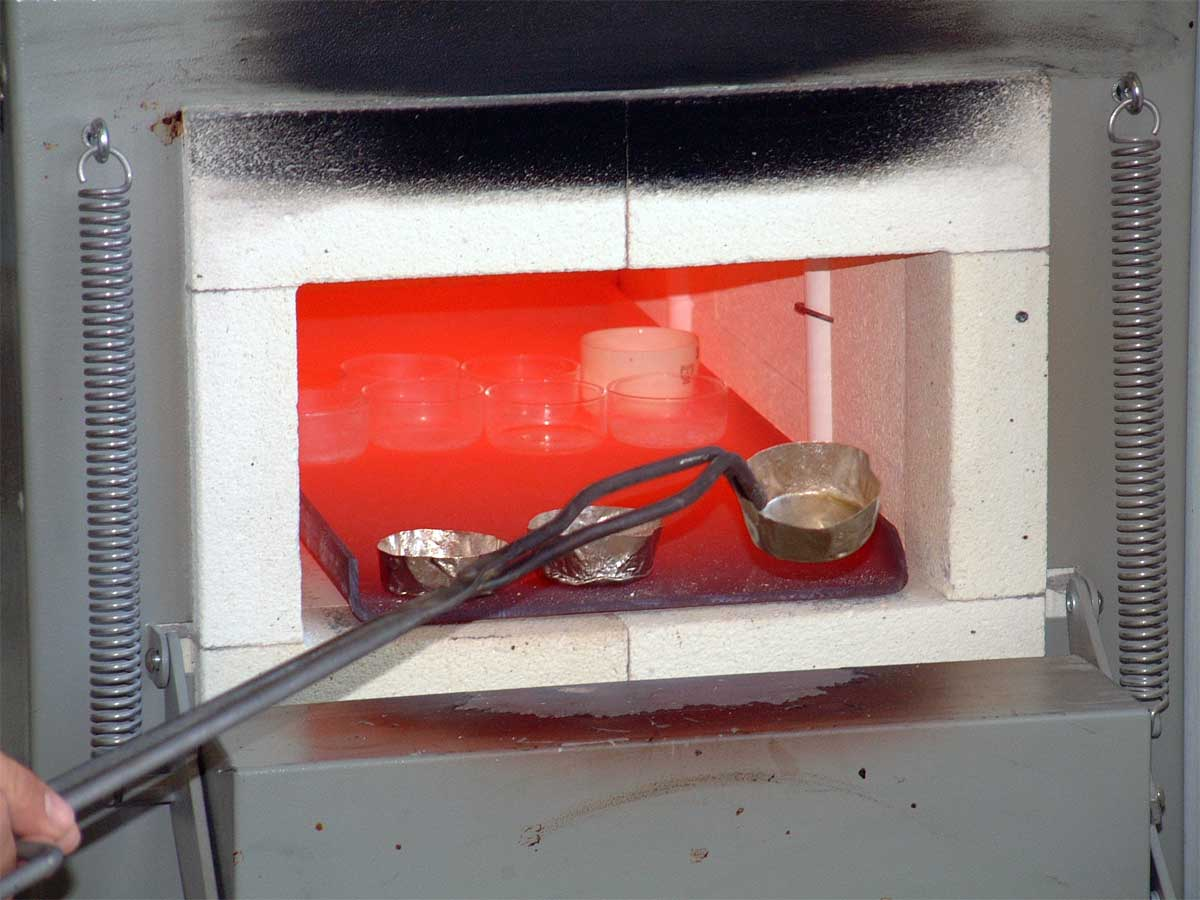
Муфельна піч для визначення (дослідження) мінералів (мінеральної сировини).

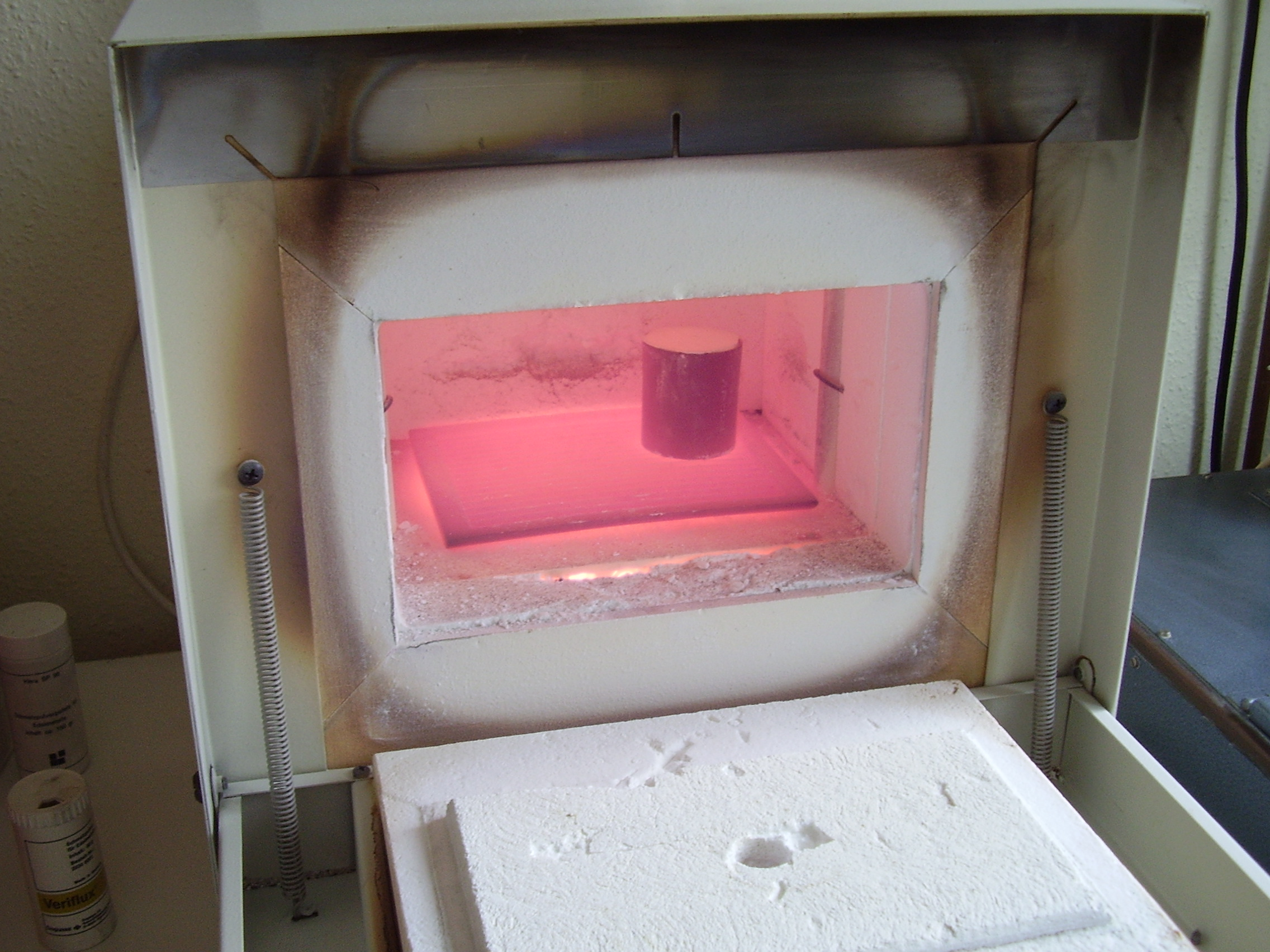
Муфельна піч, що використовується у стоматології

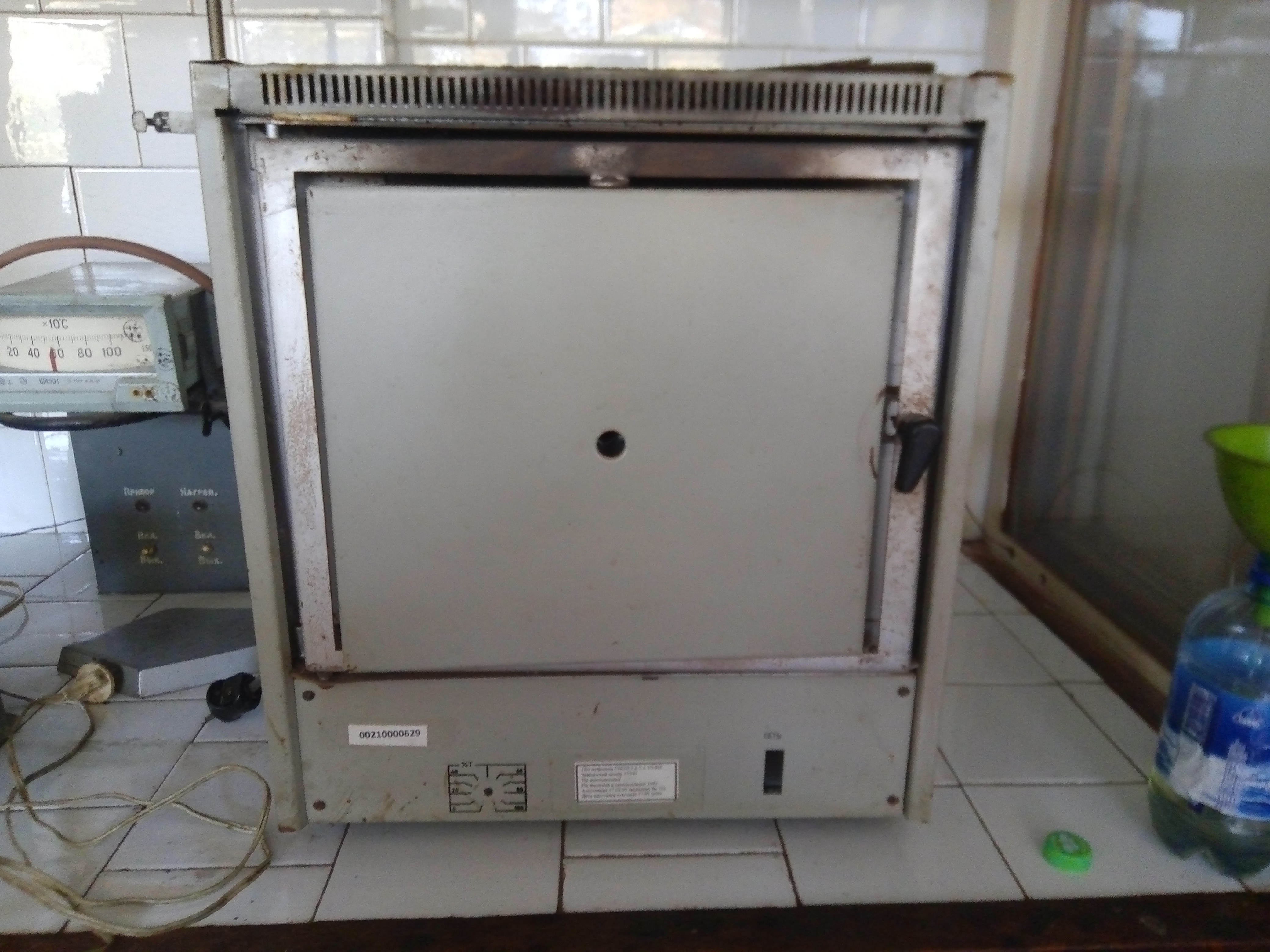
Муфельна піч для дослідження корисних копалин (вугілля, нафта і нафтопродукти тощо)

Му́фельна піч — це промислова піч, яка має муфель (муфельну камеру), тобто посудину або камеру із защільненою кришкою, котрі призначені для захисту виробів, які випалюються чи нагріваються, від прямої дії вогню та продуктів горіння. Муфельна піч використовується для нагрівання різноманітних матеріалів до певної температури. Використовується для плавлення, гартування чи іншої термообробки металів, випалювання керамічних, порцелянових, емальованих виробів, спалювання, сушіння. При заповненні робочого простору печі захисним газом, нейтральним до металу можна забезпечити безокисний нагрів.

## Типи муфельних печей
За різними характеристиками муфельні печі розподіляються на різні типи.
За температурою:
- Помірні: 100—500 °C
- Середні: 400—900 °C
- Високі: 400—1400 °C
- Надвисокі: 400—1650 °C (2000 °C)

За типом нагрівання:
- Електричні
- Газові

За захисним режимом обробки:
- Повітряні
- Із захисною газовою атмосферою
- Вакуумні

За будовою:
- Вертикального завантаження
- Горизонтального завантаження
- Ковпакові
- Трубчасті